# 남부닝가우이
남부닝가우이 또는 말리닝가우이(Ningaui yvonneae)는 주머니고양이목 주머니고양이과에 속하는 아주 작은 육식성 유대류로 오스트레일리아의 토착종이다. 웨스턴오스트레일리아주와 사우스오스트레일리아주, 뉴사우스웨일스주, 빅토리아주에서 고립된 개체군으로 발견된다. 남부닝가우이는 2종의 다른 닝가우이 종들보다 얼굴이 더 불그스레한 색조를 띠고, 몸이 전체적으로 더 진한 색깔을 띠어 구별된다. 먹이는 주로 다양한 무척추동물로 이루어져 있지만, 간혹 작은 파충류를 먹는 것이 관찰되기도 한다. 대체적으로 야행성 동물이다.

## 생활사
남부닝가우이의 수명은 약 14개월이다. 암컷 남부닝가우이는 계절성 다발정동물로, 번식기는 9월부터 시작하여 2월초까지 지속된다. 한 번에 단 한 번 번식을 하고, 남부닝가우이 수명이 아주 짧기 때문에 평생에 한 번밖에 새끼를 낳지 못한다.